# ギブス島
ギブス島（ギブスとう、英：Gibbs Island）は、サウス・シェトランド諸島のエレファント島の南西25kmに位置する島である。1825年にこの島を地図に記したジェームズ・ウェッデルにより命名された。

## 概要
ギブス島は東西方向に長く伸びた島であり、長さは13km、幅は2kmで、面積は22km2である。南はブランスフィールド海峡、北はロパー海峡に面している。西部は"The Spit"と呼ばれる地峡、東部はファース半島になっている。

### 重要野鳥生息地
ファース半島、"The Spit"及びギブス島の氷のない部分からなる369haは、約1700つがいのマカロニペンギン、190つがいのヒゲペンギン、18000つがいのギンフルマカモメの子育てのためのコロニーになっているため、バードライフ・インターナショナルによって重要野鳥生息地に指定されている。

## 墓
ギブス島には、ドイツ人船乗りの墓がある。壮麗な十字架の墓碑銘は、次のように読める。

"Wilhelm Tolz, Matrose aus Husum, 1875 - 1912. Durch fremde Hand ertrunken. Ruhe in Frieden"

（ウィルヘルム・トルツ、フーズム出身の船乗り、1875年-1912年。溺死。安らかに眠る。）
彼や彼の死について、これ以上のことは分かっていない。